# Pot (Poker)

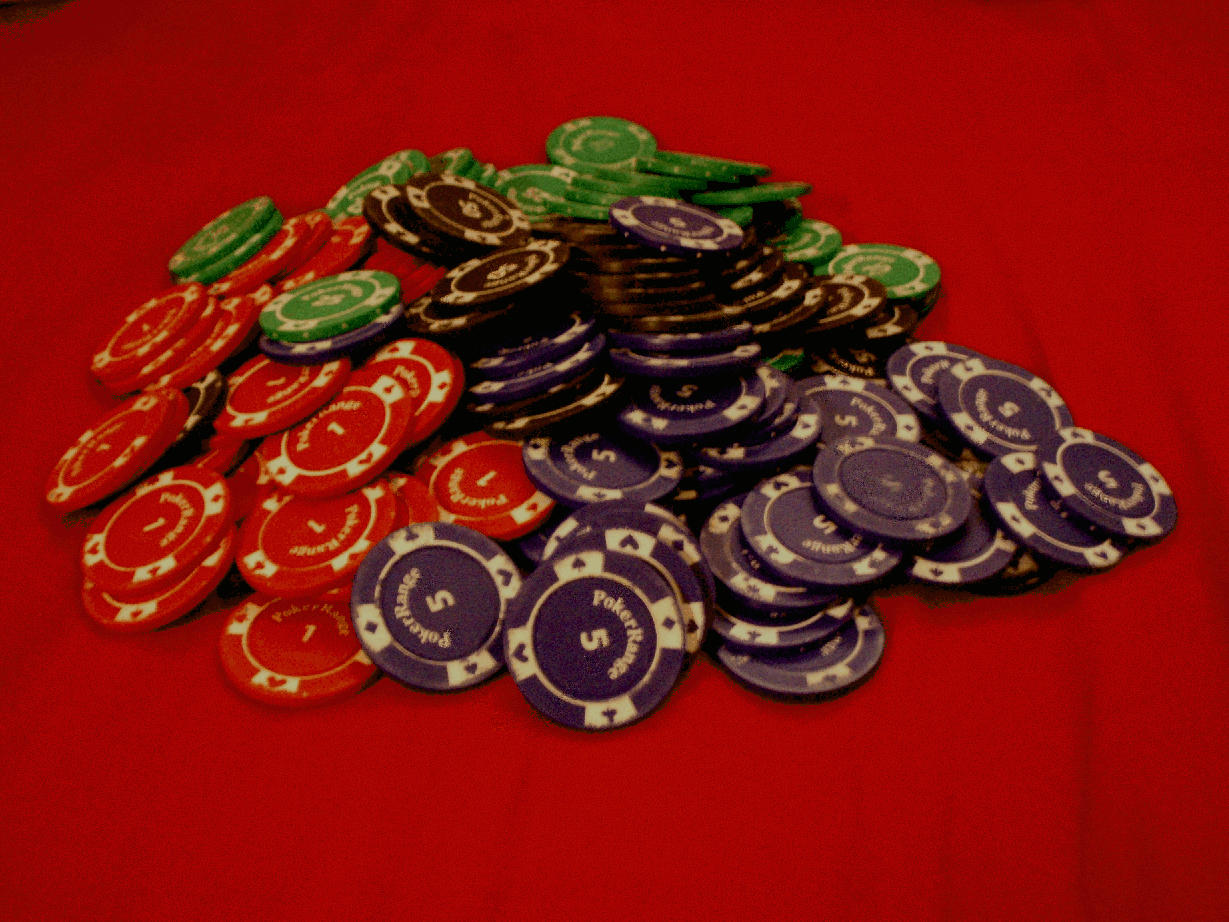
Ein symbolischer Pot

Im Kartenspiel Poker bezeichnet der Begriff Pot [pɒt], zu Deutsch Topf, Pott oder auch Stock, die Summe aller eingezahlten Chips oder auch die Summe allen eingezahlten Bargelds.
Wenn ein Spieler es schafft, alle gegnerischen Spieler aus der Runde zu verdrängen (bluffen) oder nach dem River die beste Hand hält, gewinnt er in der Regel den gesamten Pot.
Ob sich in einer bestimmten Spielsituation noch ein Einsatz lohnt, um sich eine Chance auf den Pot zu sichern, kann man anhand speziellen mathematischen Rechnungen, so genannten Pot Odds, erkennen.
Falls zwei Spieler dieselbe Hand halten, kommt es zu einem Split Pot.
Wenn sich ein Pokerspieler einen Einsatz nicht mehr leisten kann, wird ein Side Pot eröffnet.